# Región no traducida
En genética se denomina región no traducida o 
UTR (del inglés untranslated region o bien untranslated trailer) al sector extremo de los genes. Se habla generalmente de una  región no traducida cinco prima (5'-UTR en inglés) y de una región no traducida tres prima (3'-UTR en inglés) que son las dos partes no traducidas de cada gen, debido a que se encuentran colindando el marco abierto de lectura (u ORF).

Las UTR poseen gran importancia en la regulación de la expresión génica. Por ejemplo, existen proteínas adaptadoras que reconocen secuencias específicas, no codificantes, del 3'-UTR. Además, están implicadas en la correcta expresión espacial y temporal de los genes.

Las UTR forman parte de las secuencias de los genomas de eucariota, procariotas e incluso virus; esto último, y teniendo en cuenta la extrema sencillez de sus ácidos nucleicos, ratifica la importancia de estas secuencias no codificantes en la regulación de la expresión génica.

## Generalidades

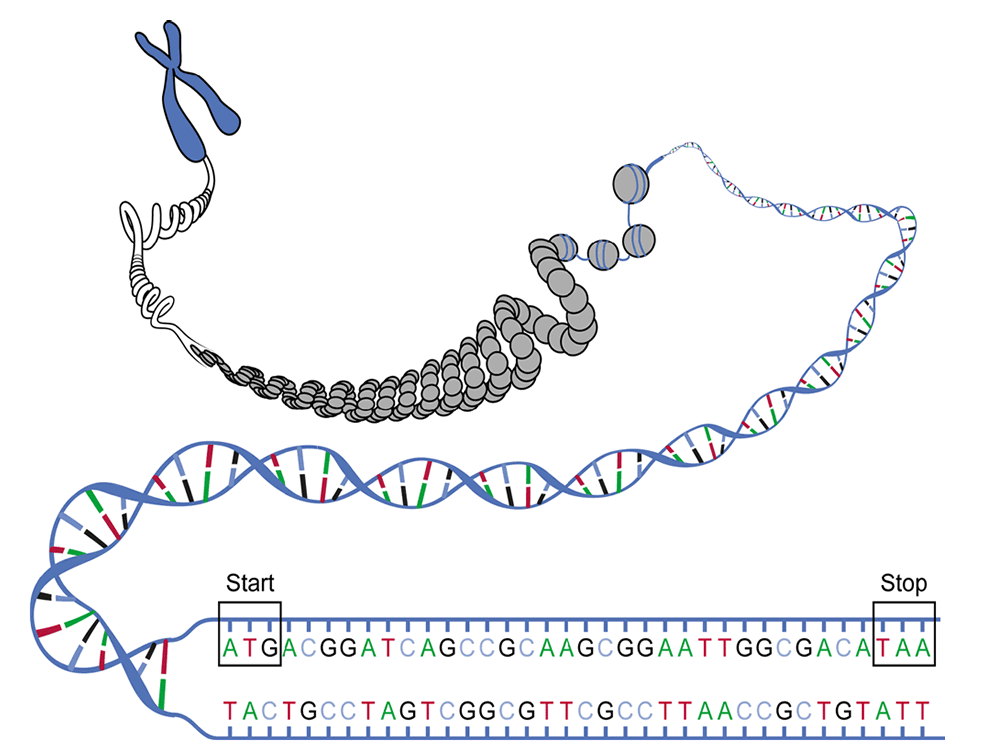
Esquema de un marco abierto de lectura, que incluye el codón de inicio (o start) y codón de parada (o stop).

Se denomina UTR (del inglés untranslated region o bien de untranslated trailer) a las regiones no traducidas de los genes.

Se habla generalmente de una   región no traducida cinco prima (5'-UTR en inglés) y de una región no traducida tres prima (3'-UTR en inglés), que son las dos partes no traducidas de cada gen, debido a que se encuentran colindando el marco abierto de lectura (ORF en inglés).

De este modo, el elemento que está río arriba del ORF es el 5'-UTR, pues contacta con el ORF mediante el carbono 5' de la desoxirribosa del primer desoxirribonucleótido del ORF (es decir, de la adenosina del codón de inicio de la traducción); y el elemento que está río abajo es el 3'-UTR, pues contacta mediante el carbono 3' del último desoxirribonucleótido del ORF (es decir, el último del codón de stop).

Las UTRs poseen gran importancia en la regulación de la expresión génica. Por ejemplo, existen proteínas adaptadoras que reconocen secuencias específicas, no codificantes, del 3'-UTR.2 Además, están implicadas en la correcta expresión espacial y temporal de los genes.

Las UTRs forman parte de las secuencias de genomas de eucariotas, procariotas e incluso virus; esto último, y teniendo en cuenta la extrema sencillez de sus ácidos nucleicos, ratifica la importancia de estas secuencias no codificantes en la regulación de la expresión génica.3

En muchos RNAm se ha comprobado que las regiones 3´ UTR están involucradas en la regulación de la estabilidad, localización y traducción de los mismos. Las regiones 3´ UTR gobiernan la expresión de los genes gracias a la interacción entre los componentes estructurales del RNAm (elementos en cis) y factores específicos que actúan en trans (proteínas que se unen a RNA y RNAs no codificantes).
La longitud de la región 3´ UTR muestra una variación considerable en los RNAm de mamíferos (desde 60-80 hasta 4000 nucleótidos). Esto sugiere que el genoma humano ha evolucionado para incrementar el uso de mecanismos de control post-transcripcional en la expresión de genes. Se han identificado 2772 secuencias cortas de nucleótidos en 3´ UTR, donde se unen los elementos reguladores del RNAm.
	Las secuencias responsables del acortamiento de la vida media de los RNAm están las regiones 3´ UTR.
	El RNAm está regulado por tres procesos que se llevan a cabo a través de las regiones 3´ UTR, gracias a la unión en ellas de factores reguladores y a la estructura que pueden formar. :
			+ Transporte / localización
			+ Degradación / estabilidad
			+ Traducción.
	Se han encontrado 2 mecanismos de regulación en la expresión de genes por las regiones 3´ UTR:
1.- La localización en la célula del RNAm se produce por una señal que se produce gracias a la unión de ciertos factores a secuencias específicas que se encuentran dentro de las regiones 3´ UTR del RNAm (estudios realizados con zinc). Se ha comprobado mediante la realización de estudios de deleción y mutagénesis que la región entre los nucleótidos 45 y 86 es la región específica dentro de las regiones 3´ UTR para la localización del RNAm, sin la cual no se puede localizar el RNAm en la célula.
2.- El papel de las regiones 3´ UTR en la incorporación de aminoácidos para formar proteínas es muy importante, ya que variaciones dentro de la secuencia de nucleótidos en dichas regiones produce un gran impacto en el metabolismo de dichas proteínas.
En las regiones 3´ UTR se unen dos tipos de elementos dando así dos tipos de regulación del RNAm: elementos cis y factores trans (Figura1), implicados en el cáncer (dan células tumorales, ya que regulan RNAm que codifican para componentes del ciclo celular). En células normales sin alterar, los RNAm en sus regiones 3´ UTR no presentan unión alguna de estos factores trans, mientras que en las células que si se encuentran alteradas se unen multitud de esos factores que alteran la estabilidad del RNAm y la eficiencia de su traducción. 
Las regiones 5´ y 3´ UTR presentan unas secuencias características donde se van a poder unir los elementos cis y factores trans comentados anteriormente (Figura tabla):
+ Secuencias IRE (Iron responsive element), donde se van a unir las IRP (Iron Regulatory Protein) que son proteínas que controlan la expresión de muchos genes (ferritina, transferritina, aconitasa mitocondrial) y se unen en situación de privación de hierro e inhiben la traducción del RNAm.
+ Secuencias, ARE (Adenina Rich Element). El núcleo básico de las secuencias ARE  AUUUA y UAUUUAU
+ Secuencias GRE (G U Rich Element). El núcleo básico de las secuencias GRE  UGUUUGUUUGU
+ Motivos en horquilla
Ejemplo 1. Secuencias cortas en las que se unen diferentes elementos reguladores en las regiones 3´ UTR del RNAm en distintos genes:
+ CTGGCCAACATGGTGAAACCC
+ AGCCTGGCCAACATGGTGAAA
+ AACTCCTGACCTCAGGTGATC
+ AACCCCGTCTCTACTAAAAAT
+ GATCACCTGAGGTCAGGAGTT
+ CTGGCCAACATGGTGAAACCCC
+ GTGGCTCACACCTGTAATCCC
+ TCCCAGCTACTCAGGAGGCTG
+ TGGCTCACACCTGTAATCCCAG
+ ACTGCACTCCAGCCTGGGTGA
+ ACCTGTAATCCCAGCACTTTG
+ CACTGCACTCCAGCCTGGGTG
+ TTTTTTTTTTTTTTGAGACAG
La regulación se hace a través de cluster de factores que se unen a esas secuencias características. Uno de los factores trans más importantes en la regulación que se unen a las regiones 3´ UTR son los microRNA, los cuales ejercen una regulación negativa del RNAm, ya que promueven su degradación o represión de la traducción.
	Ejemplos de elementos cis que se une en secuencias ARE de 3´ UTR:
-proteínas HuR, estabilizan el RNAm
-AUF1, TTP, degradan el RNAm
-HuR, mayor traducción del RNAm
-TIA-1, TIAR, reducen la traducción de RNAm
Estos elementos pueden competir por una misma área del RNAm

## Importancia en el cáncer
Se ha comprobado que mutaciones en la secuencias 3´ UTR reguladoras producen niveles aberrantes de RNAm, así como desorden en la localización y posterior traducción del mismo por modificación de los factores que actúan en trans sobre ellos, pudiendo de esta manera producir el fenotipo tumoral en las células. La comprensión y estudio a fondo de esta interacción podría proporcionar una nueva herramienta de terapia para esta enfermedad.
	Existen proteínas que se unen a las secuencias AREs de las regiones 3´ UTR que pueden tener un efecto positivo o negativo sobre el RNAm a la hora de transformar una célula normal en una tumoral.
	Para poder desarrollar la una terapia basada en esta regulación celular es muy importante comprender que se altera de la región 3´ UTR, y en función de esto establecer las diferentes modalidades posibles de terapia.
Ejemplo: un gen que se ve afectado por una alteración en 3´ UTR es la ciclina D1 que actúa como regulador de CDK4 y CDK6, requeridas para el paso en el ciclo celular de G1 a S. La alteración causa que el RNAm sea más estable y se traduzca siempre contribuyendo al desarrollo del tumor.  

## Interacción con nutrientes
Estas regiones también son usadas por otros procesos de síntesis de proteínas, en especial a destacar la inserción de seleniocisteina durante la síntesis de selenioproteinas. El selenio es incorporado a las seleniocisteinas de mamíferos por un mecanismo que requiere una estructura específica de la región 3´ UTR del correspondiente RNAm. Esto se ha comprobado gracias a la experimentación con dichas regiones en las cuales se han introducido polimorfismos en su secuencia de nucleótidos que afectan potencialmente a la expresión de dicho gen. Para este proceso de inserción de selenio en las seleniocisteinas las regiones 3´ UTR del RNAm tienen que formar una estructura en lazo específica llamada SECIS (Selenocystein Insertion Sequence Element).
	Otro aspecto importante en relación con la interacción nutriente-gen es que dependiendo de la concentración de selenio que haya en el medio, las regiones 3´ UTR de los diferentes RNAm de dichos genes van a ser más o menos activas para que se transcriba un gen u otro. Un ejemplo de esto es: el gen GPX1 es más sensible al selenio por lo que es factible que se traduzca más en la célula a bajas concentraciones de selenio para que no haya déficit de selenioproteinas. Por el contrario, el gen GPX4 es menos sensible, por lo que es favorable que se traduzca a grandes concentraciones de selenio.
	El que se traduzca un más un gen que otro dependiendo de la concentración de selenio está determinado por la habilidad de la región 3´ UTR para formar estructuras (SECI) que favorezcan la unión de proteínas SBP2, las cuales emiten la señales necesarios para el procesamiento del RNAm.
	Para que cualquier nutriente, como el selenio por ejemplo, tenga una interacción con un gen específico debe existir una regulación del RNA correspondiente en la que se ven involucradas las regiones 5´ y 3´ UTR.

## Relación de las regiones UTR con diferentes enfermedades
Existen diferentes alteraciones que se producen en las regiones UTR, ya sean en 5´ o 3´, que dan como resultado una determinada enfermedad. En la tabla siguiente se observa claramente una visión global. 